# Heilig Kreuz (Gerlachsheim)

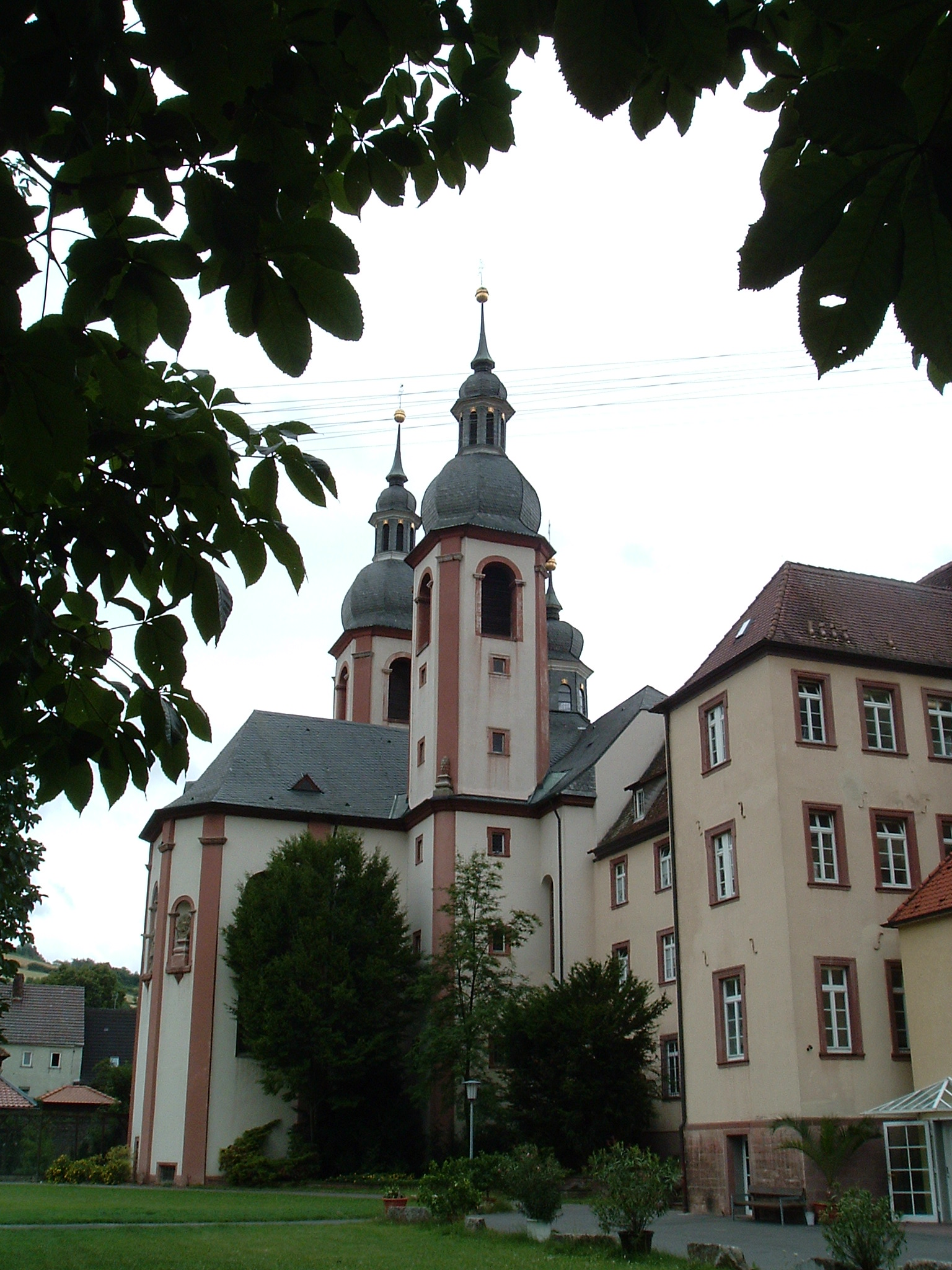
Die Barockkirche Heilig Kreuz in Gerlachsheim

Die römisch-katholische Kirche Heilig Kreuz (auch Klosterkirche des Klosters Gerlachsheim) in Gerlachsheim wurde 1723–1730 von Pater Sebaldus Appelmann unter Sigismund Hauck, dem damaligen Abt des Mutterklosters Oberzell, als Barockkirche errichtet. Seitdem ist die dreischiffige Basilika eine der bekanntesten Kirchen in der Region.

## Geschichte
Circa 1129 wurde die Heilig-Kreuz-Kirche erstmals erwähnt, damals noch als Kloster der Prämonstratenserinnen. 1525 wurde das Kloster im Zuge des Bauernkrieges verwüstet. 1563 ist es vom damaligen Bischof von Würzburg aufgehoben worden, ehe das Kloster Oberzell ein Priorat gründete. 1723 bis 1730 errichteten Pater Sebaldus Appelmann und Abt Sigismund Hauck auf den Grundmauern der mittlerweile zu kleinen romanischen Kirche das Heilig-Kreuz-Kloster. Daneben wurde die Heilig-Kreuz-Kirche erbaut. Sie wurde am 17. September 1730 dem Heiligen Kreuz geweiht und von nun an wieder als Kloster verwendet. 1803 fiel die Kirche samt Kloster an den Fürsten von Salm-Reifferscheid-Bedburg, dies geschah im Rahmen der Säkularisation. Dieser verkaufte das Kloster 1838 an Baden weiter; es diente nun als Schloss. Ab 1875 diente das Gebäude als Taubstummenanstalt, bis es schließlich 1952 als Kreispflege- und Altenheim für das Land Baden-Württemberg genutzt wurde. Seit 2018 dient das Kloster nun als Schul- und Bürogebäude. Derzeit befinden sich darin das Berufsförderungswerk INAB, die Nardini-Schule, eine Arztpraxis, die Kreis-Jägervereinigung, eine Werbeagentur und eine Praxis für Heilpädagogik.
Die Heilig-Kreuz-Kirche gehört heute zur Seelsorgeeinheit Lauda-Königshofen, die dem Dekanat Tauberbischofsheim des Erzbistums Freiburg zugeordnet ist.

## Beschreibung
Die Gerlachsheimer Kirche ist eine barocke Pfeilerbasilika mit Haupt- und Querschiff, zwei Seitenschiffen und Kuppel mit Laterne. Der Chor wird von zwei 54 Meter hohen Türmen mit von Laternen bekrönten Zwiebelhauben flankiert. Die Kuppel über der Vierung ist 28 Meter hoch, bis zur Laternenspitze 32 Meter.
Innenmaße

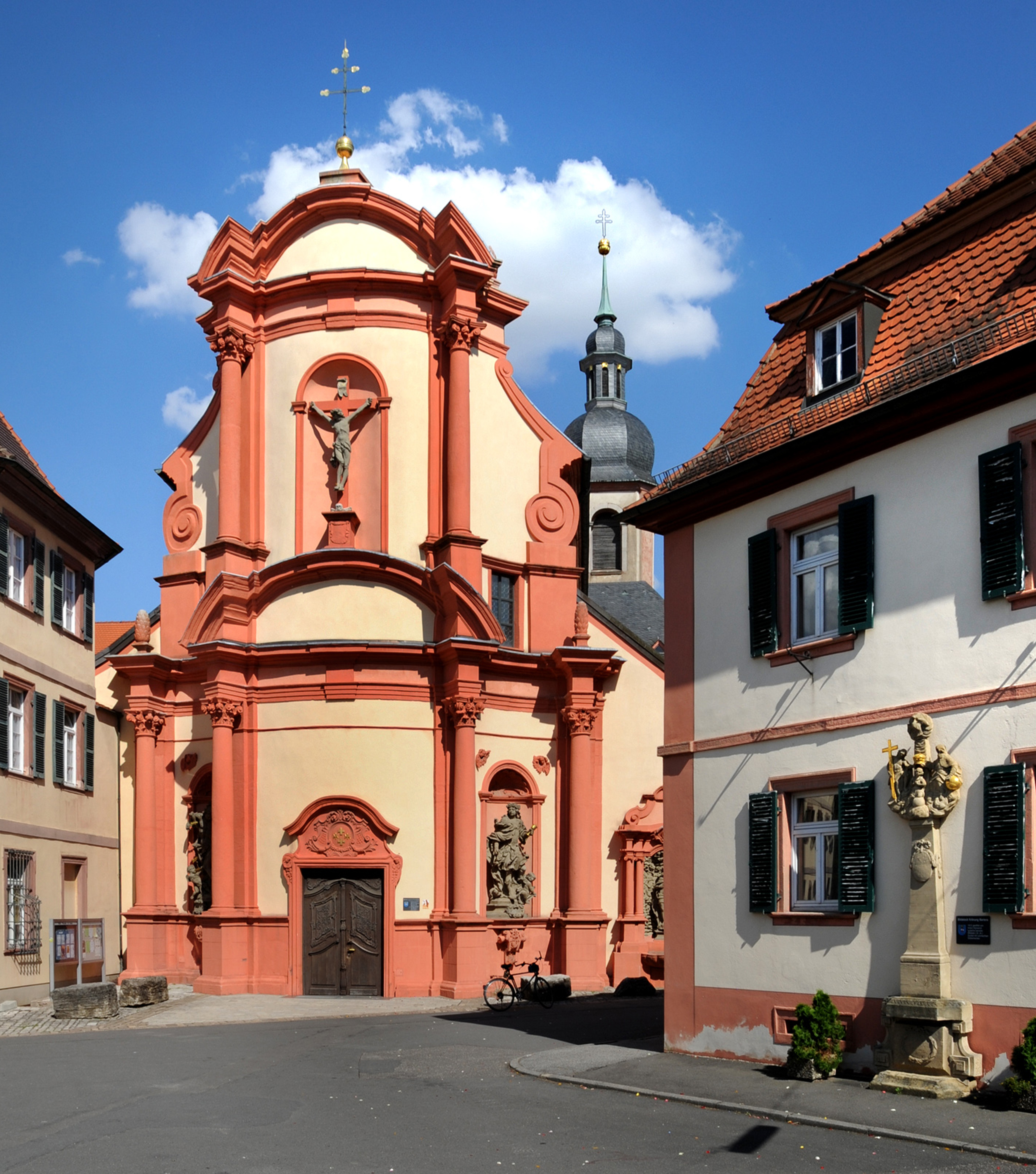
Westfassade

- Chor: 14 Meter lang, 8 Meter breit, 18 Meter hoch
- Hauptschiff: 32 Meter lang, 8 Meter breit, 18 Meter hoch
- Seitenschiffe: je 26 Meter lang, 5 Meter breit
- Querschiff: 24 Meter lang, 8 Meter breit, 18 Meter hoch

Die Westfassade ist zweistöckig aufgebaut. Im unteren Teil befindet sich mittig das zweiflügelige, von Bildhauer Anton Grimmbach 1740 mit Schnitzereien versehene Kirchenportal. Links und rechts davon stehen in Nischen Skulpturen des heiligen Sebastian und des heiligen Clemens, beide aus gelbem Sandstein geschaffen von Ferdinand Dietz. Im zweiten Geschoss ist über dem Portal eine größere Nische, in der ein großes Kruzifix zu sehen ist.

## Ausstattung

### Altäre

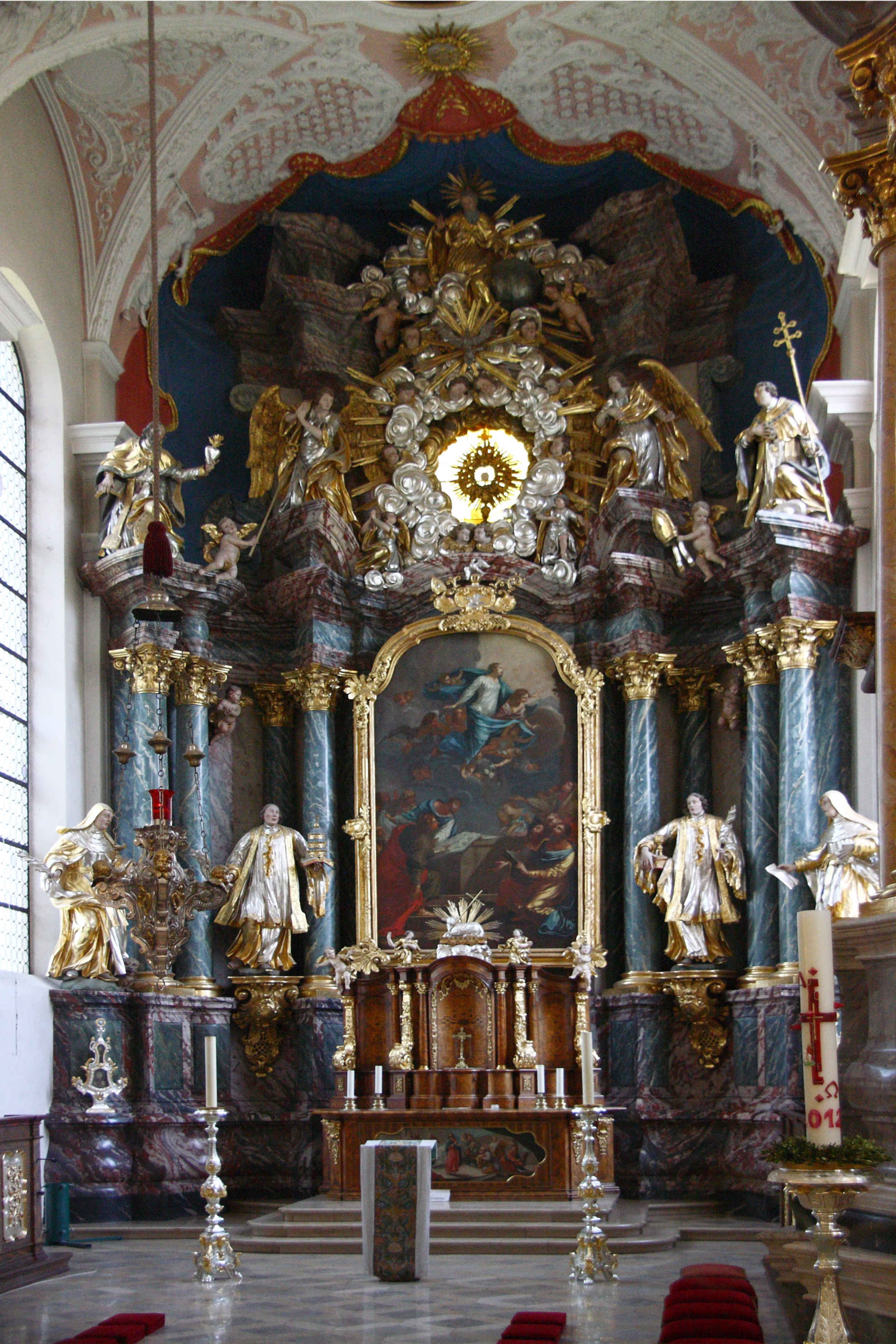
Der Hochaltar

In der barocken Kirche gibt es acht verschiedene Altäre.
Der Hochaltar wurde 1730 von Melchior Paulus und seinem Bruder Johann Georg Paulus aus Bad Mergentheim geschaffen. Die Dreifaltigkeit Gottes wird im oberen Teil des Altares dargestellt. Mit Weltkugel und Zepter wird Gott als Vater dargestellt. Die Taube wird als Symbol für den Heiligen Geist verwendet und ist mittig platziert. Das Brot verkörpert Jesus, der den Mittelpunkt darstellt. Engelsköpfe, Engelsputten und Wolkenkränze umranden das Bild der Heiligen Dreifaltigkeit. Auf den Segmentgiebeln des Altars sind der heilige Norbert und der heilige Augustinus in Lebensgröße dargestellt. Weitere Engelsputten befinden sich zwischen den Säulen des Altares. Im Mittelpunkt des Wandelaltares befindet sich das Altarblatt, ein auswechselbares Bild, das je nach Feiertag gewechselt werden kann. Hierzu stehen fünf verschiedene Gemälde zur Verfügung. Das unterste Glied des Hochaltares bilden vier Heilige. Von links nach rechts: hl. Bronislawa, hl. Adrian, hl. Jakob Lakop und die hl. Gertrud.

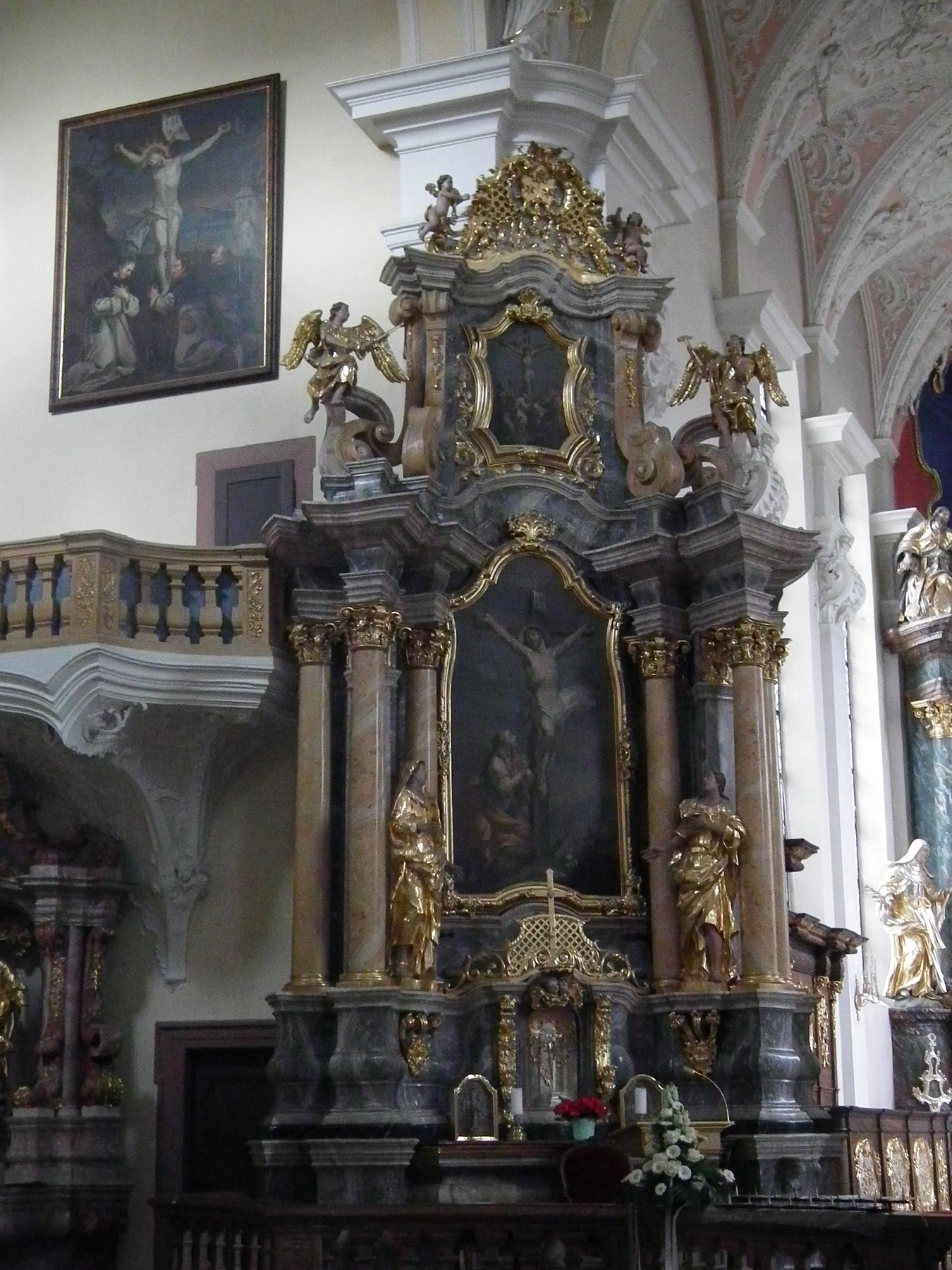
Der Kreuzaltar

Der Kreuzaltar wurde 1739 von Johann Peter Schaidthauf gebaut. Die Schnitzarbeiten wurden von Anton Grimmbach durchgeführt. Unter dem Altar ist ein Tabernakel. Weitere zwei Engelsputten begrenzen die Altarbekrönung, die aus dem Wappen des Abtes Georg Fasel besteht. Auf dem großen Leinengemälden im Mittelpunkt des Altares ist Maria Magdalena vor dem Kreuz zu sehen. Neben dem Leinengemälde befinden sich Maria und Johannes.
Der Marienaltar wurde 1739–1740 erbaut von Johann Peter Schaidthauf und Anton Grimmbach. Auf diesem Altar sind zwei Gemälde zu finden. Das kleinere obere Gemälde zeigt Maria, wie sie Simon Stock das Skapulier überreicht. Das zentrale Gemälde veranschaulicht Maria Immaculata. Es wird von dem hl. Michael und dem Schutzengel umgeben. Unter diesem Bild ist ein gläserner Sarkophag zu finden, in dem sich die Reliquie des hl. Clemens befindet.
Der Josefaltar wurde 1739 geschaffen, der Stuckmarmor ist von Peter Schaidthauf, das Wappen von Anton Grimmbach und die Figur des Hl. Josef von Ferdinand Tietz.

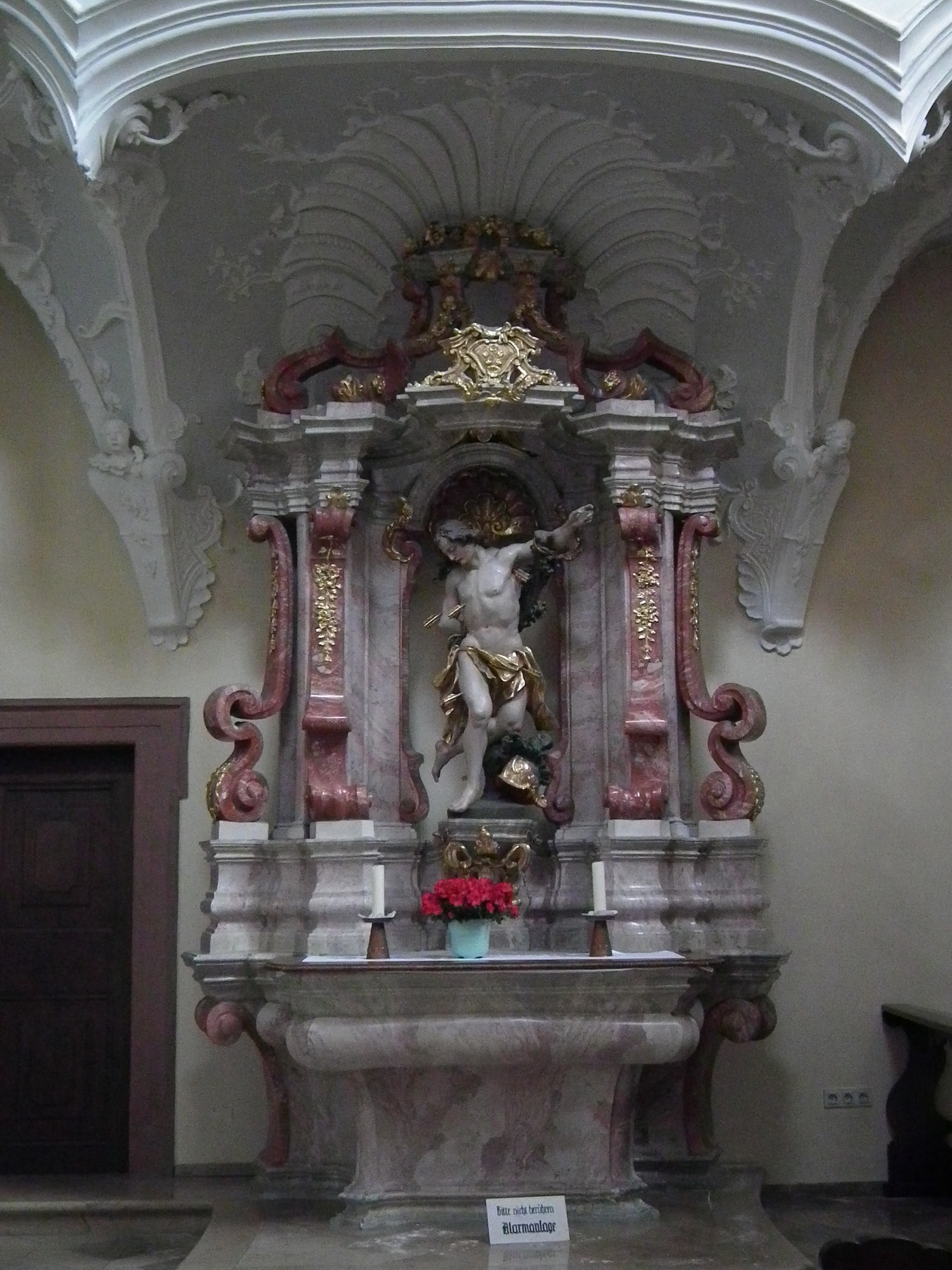
Der Sebastianusaltar

Der Sebastianusaltar wurde 1742 von Ferdinand Tietz geschaffen. Er ist einer der wichtigsten Kunstwerke der Kirche.
Peter Schaidthauf errichtete Hermann-Josef-Altar 1740 zusammen mit Anton Grimmbach. Auf dem Kunstwerk sieht man Hermann Josef, der den Bischofsring von der hl. Maria erhält.
Der Familienaltar (Volksaltar) wurde 1740 von Peter Schaidthauf und Anton Grimmbach errichtet. Auf dem Gemälde im Zentrum des Altares sind Mutter Anna und der hl. Joachim gezeigt, wie sie Maria die heilige Schrift beibringen.
Der heutige Zelebrationsaltar wurde 1990 von Frido Lehr gebaut. Auf dem Altar ist ein Bronzeornamentband zu sehen, das den Altar umschließt und in der Altarplatte endet.

### Gemälde
In der Heilig-Kreuz-Kirche befinden sich sieben Gemälde, die in zwei Zyklen unterteilt sind. Zum einen das Leben des hl. Norbert und zum anderen die Geschichte des hl. Kreuzes. Alle Gemälde sind mit Öl auf Leinwände gemalt.

#### Emporengemälde
Hier befindet sich die Auffindung des hl. Kreuzes.

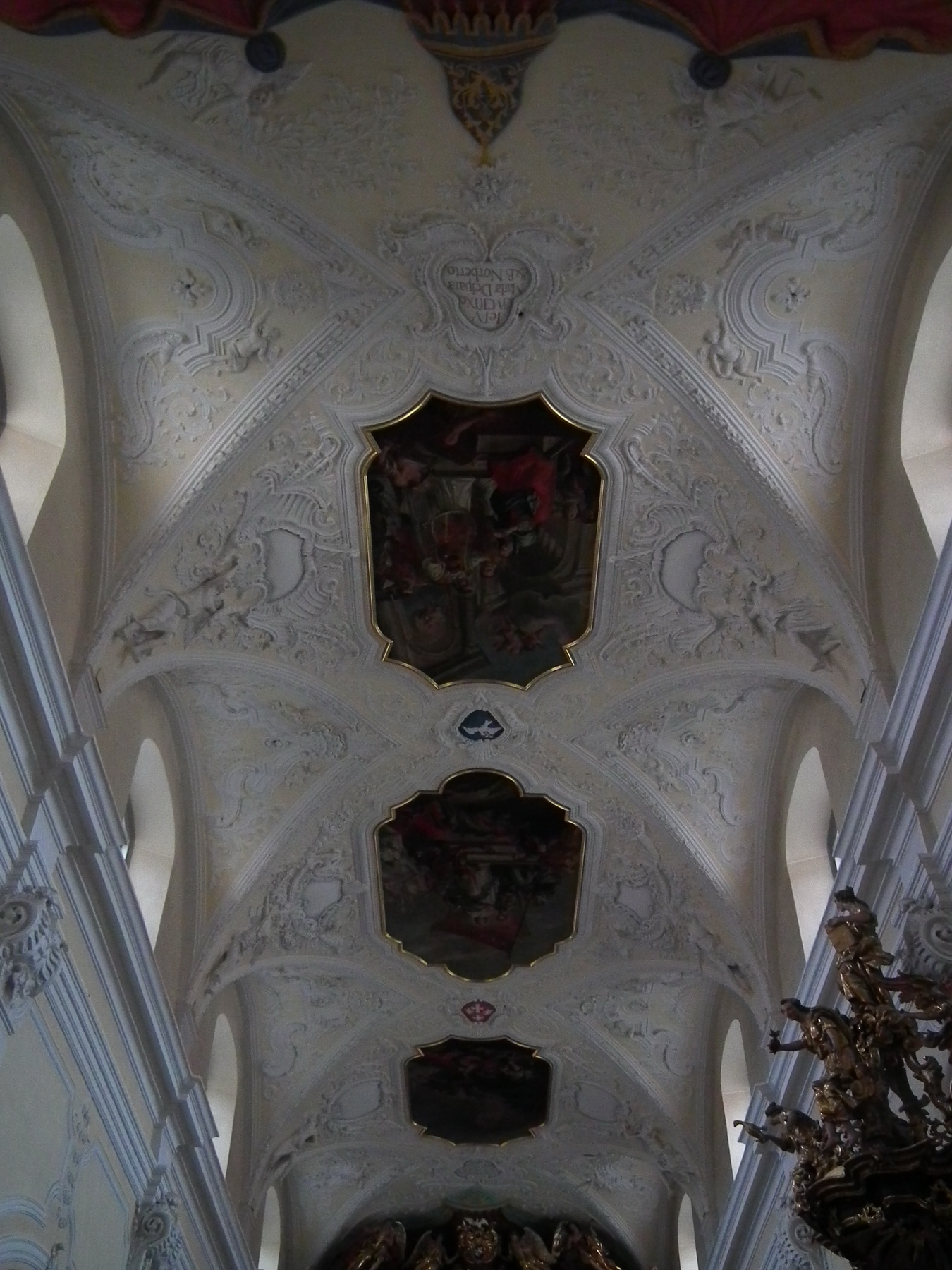
Die Hochschiffgemälde

#### Hochschiffgemälde
Es besteht aus drei Teilen. Sie zeigen Stationen im Leben des hl. Norberts.

#### Sakristeigemälde
Es zeigt den Sieg des hl. Kreuzes und des Christentums über das Heidentum im Jahr 312. Abgebildet ist das hl. Kreuz mit dem lateinischen Spruch "In hoc signo vinces"-"In diesem Zeichen wirst du siegen".

#### Querschiffgemälde (südlich)
Hier wird die Kreuzerhöhung dargestellt. Übergabe des Kreuzes durch die Perser.

#### Chorgemälde
Geschichte des hl. Kreuzes und des hl. Norbert. Gezeigt wird Christus als Weltenrichter, die Apostel Petrus und Paulus und der hl. Augustinus. Im unteren Teil des Bildes werden fünf Ordensgründer dargestellt. Sichtbar ist zum Beispiel der hl. Norbert im weißen Gewand. Das Gemälde stammt aus dem Jahr 1742 und ist mit Fecit Joseph GRV Veronensis signiert.

#### Kuppelgemälde
Dort werden die vier Erdteile abgebildet. In jedem Bild wird Maria als Beschützerin der Welt dargestellt. Das Bild in der Laterne veranschaulicht Maria Himmelfahrt.

#### Nordwandgemälde
Abbildung des hl. Augustinus bei der Übergabe der Ordensregeln an den hl. Norbert. Man nimmt an, dass die Bilder von Mathäus Günther aus Augsburg stammen.

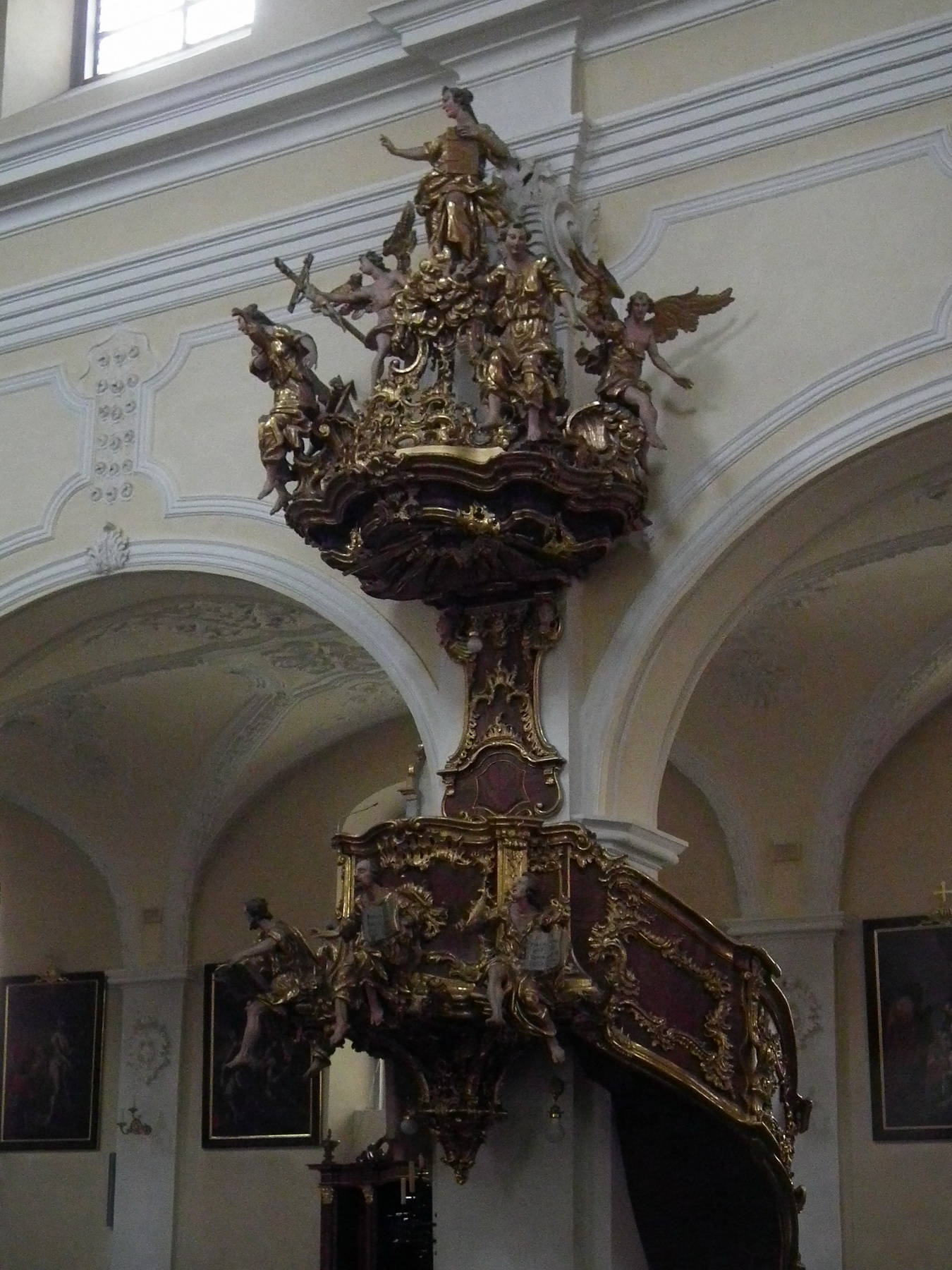
Die Kanzel

### Kanzel
Die Kanzel entstand 1788. Der Schöpfer ist unbekannt. Es ist lediglich bekannt, dass er aus Würzburg stammt. Der Kanzelcorpus wird von den vier Evangelisten umgeben. Engelsfiguren befinden sich auf der Kanzel. Sie symbolisieren Hoffnung, Glaube und Liebe. Die heutige Kanzel ist schon die dritte der Kirche, da die erste Kanzel an die St.-Vitus-Kirche in Dittigheim verkauft wurde. Die zweite Kanzel diente 1788 als Geschenk für die damalige Filialkirche Heilige Dreifaltigkeit in Kützbrunn.

### Orgel
Die Orgel steht auf der Westempore über dem Haupteingang. Sie wurde 1731 von Johann Philipp Seuffert erbaut und seither als Hauptorgel benutzt. In den Jahren 1989 bis 1991 wurde sie von der Werkstatt Orgelbau Vleugels grundlegend restauriert und dem Originalzustand wieder angeglichen. Allerdings fügte Vleugels ein zweites Manual hinzu. Nun hat das Instrument 30 Register auf zwei Manualen und Pedal.

### Glocken
Die Hl.-Kreuz-Kirche verfügt über ein fünfstimmiges  Glockengeläut aus Bronze, das von Friedrich Wilhelm Schilling in Heidelberg gegossen wurde. Die drei größeren Glocken wurden 1957 gegossen, die beiden kleinen 1952. Das Hauptgeläut ist auf beide Glockentürme verteilt. Außerdem gibt es im westlichen Glockenturm ein kleines Taufglöckchen aus dem 14. Jahrhundert. Es wurde, während die anderen Glocken im Zweiten Weltkrieg eingesammelt wurden, von einem unbekannten Gerlachsheimer Bürger im Grünbach versteckt. Das Glöckchen stand nach dem Krieg völlig überraschend wieder vor der Kirche. Außerdem gibt es noch eine Barockglocke, die von Johann Adam Roth 1730 gegossen wurde. Sie hängt in der Laterne über der Vierung. Diese Glocke wird aber nicht mehr geläutet.
| Glocke | Gussjahr, Gießer | Durchmesser | Gewicht  | Schlagton |
| ------ | ---------------- | ----------- | -------- | --------- |
| 1      | 1957, Schilling  | 1258 mm0    | 1277 kg0 | es′+2     |
| 2      | 1957, Schilling  | 1107 mm0    | 899 kg   | f′+2      |
| 3      | 1957, Schilling  | 1022 mm     | 723 kg   | g′+0      |
| 4      | 1952, Schilling  | 889 mm      | 458 kg   | b′+2      |
| 5      | 1952, Schilling  | 781 mm      | 318 kg   | c′+2      |
| 6      | 1730, Roth       | 566 mm      |          | f″+4      |
| 7      | 14. Jahrhundert  | 0447 mm     |          | h″+8      |

## Seelsorger
Vorgängerkirche
- 17. Jahrhundert: Franz Heffner

Heilig-Kreuz-Kirche
Folgende Seelsorger wirkten bisher in der Pfarrei:
| - 1729–1742: Pater Franz Bötzel - 1742–1748: Pater Georg Stumpf - 1748–1750: Pater G. Schumann - 1750–1762: Pater Ignaz Kucher - 1762–1771: Pater H. Schell - 1771–1786: Pater Christoph Kroh - 1786–1806: Pater Josef Sinner - 1806–1809: Pater Franz Stephan - 1809–1831: Pfarrer Franz Stephan - 1832–1840: Alexander Bauer - 1841–1844: Johann Nüßle - 1844–1849: Joh. Baptist Maier | - 1850–1862: Sebastian Pfeiffer - 1863–1872: Josef Rück - 1869–1873: Eduard Faulhaber - 1873–1905: Franz Mathäus Lemp - 1905–1907: Friedrich Schlatter - 1907–1938: Emil Kern - 1938–1955: Johann Velentin Herkert - 1955–1975: Alfred Nägele - 1975–1989: Bruno Hennegriff - 1989–2003: Martin Ritter - 2003–2014: Bernhard Schretzmann - 2014–Heute: Stefan Märkl und Ralph Walterspacher |

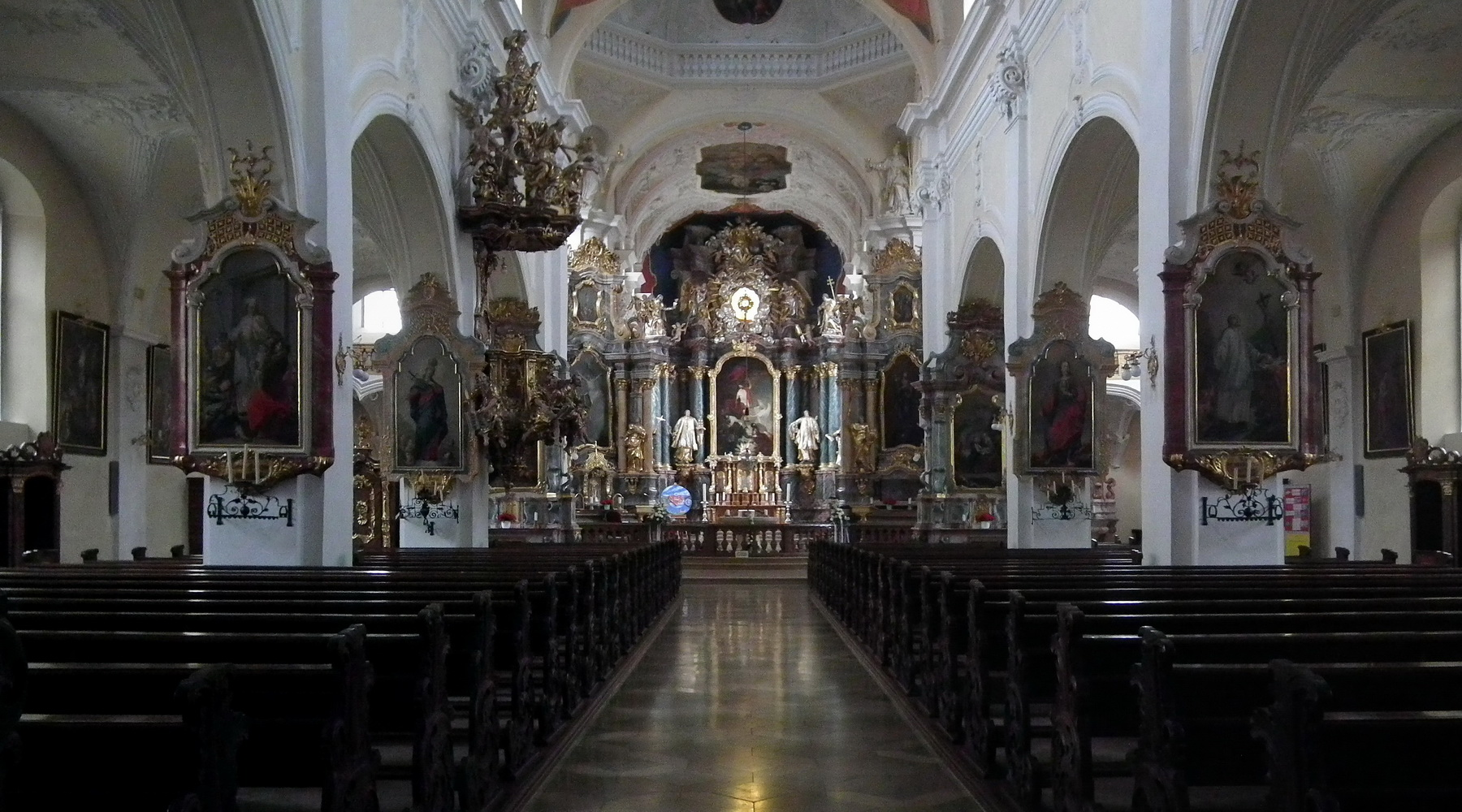
Innenraum
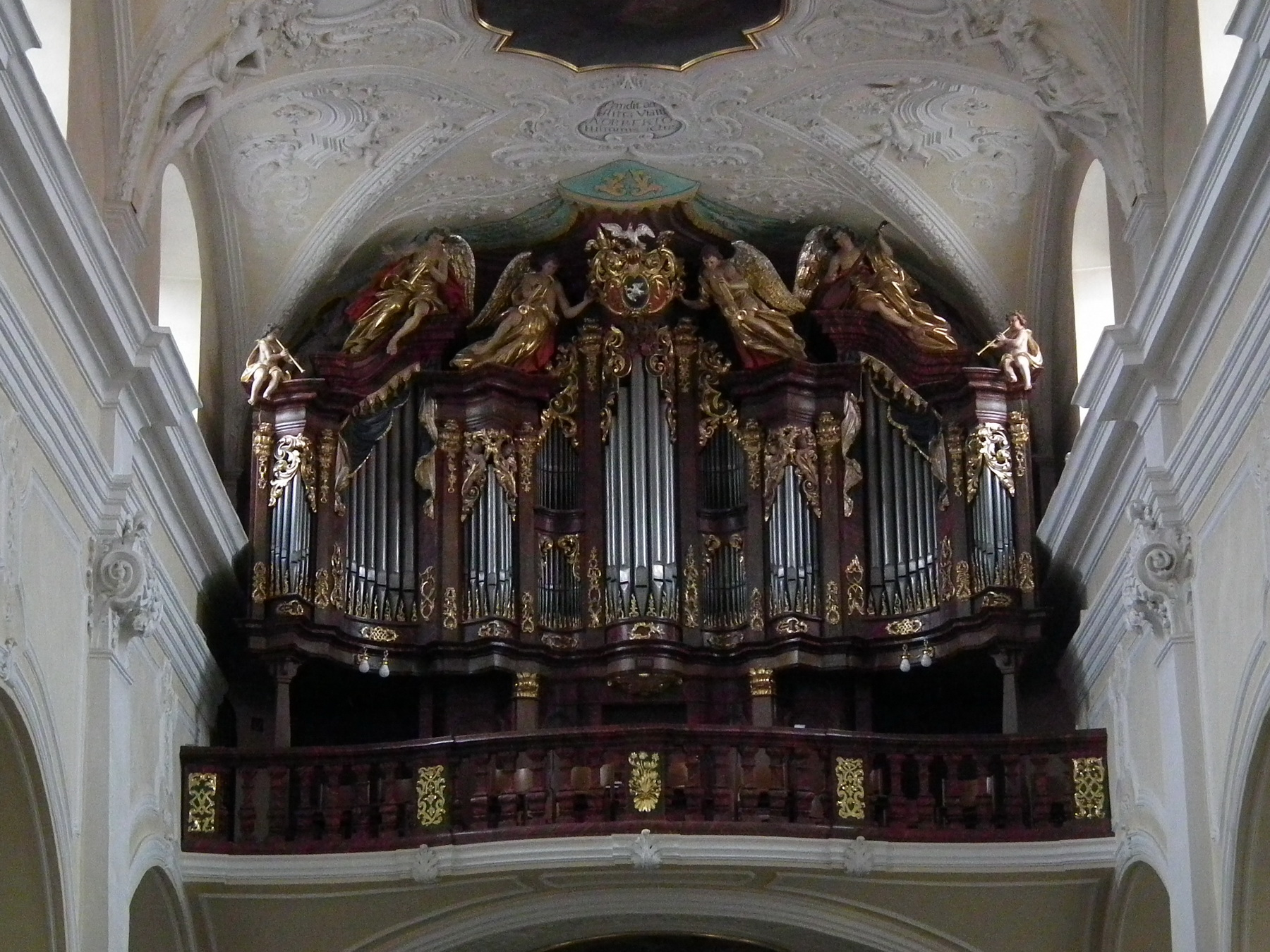
Orgel
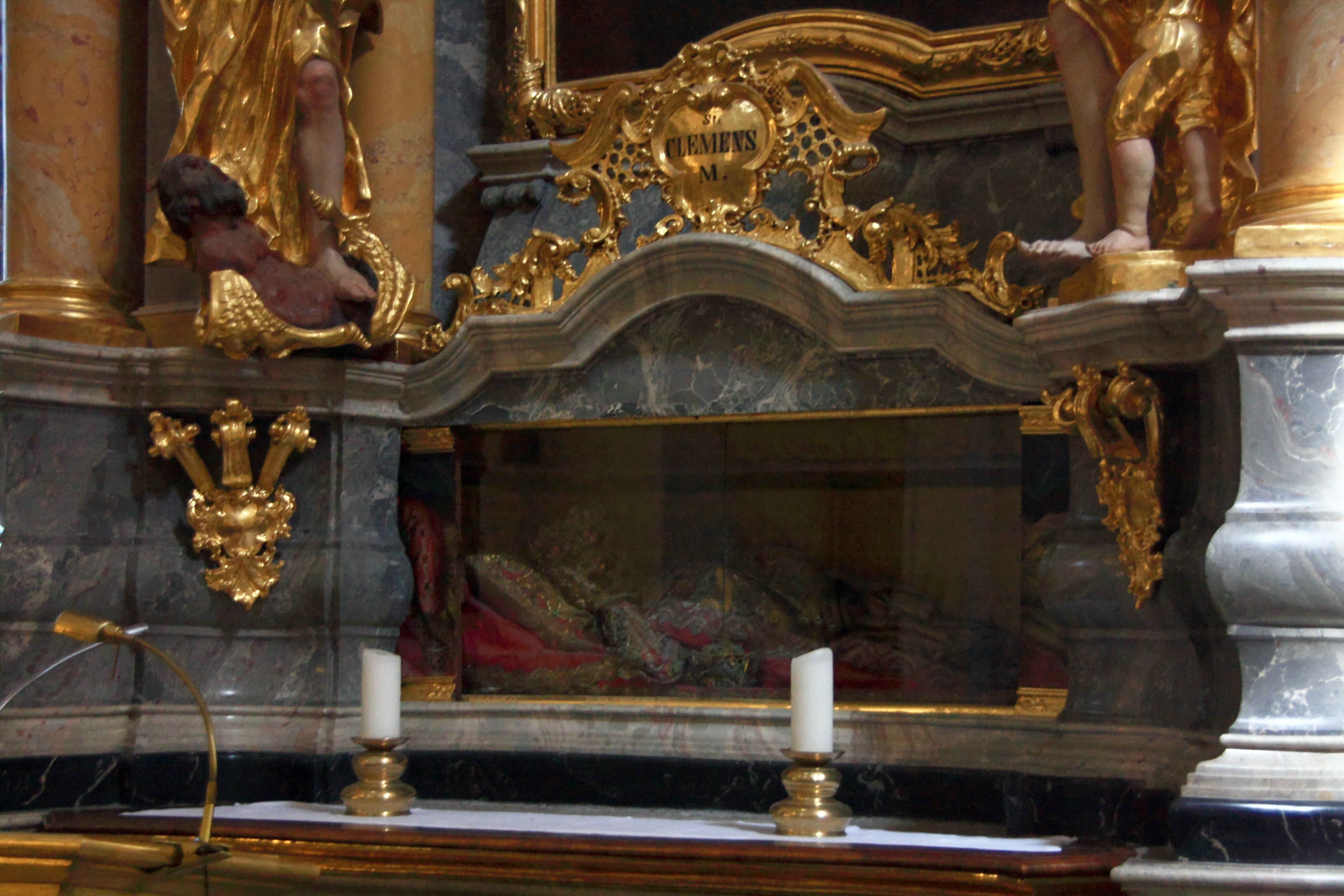
Reliquie des hl. Clemens

## Trivia
Die Heilig-Kreuz-Kirche ist mit ihrer Lage am Taubertalradweg als Radwegekirche ausgewiesen.